# Handelskammer Lennep
Die Handelskammer Lennep war eine preußische Handelskammer für den Kreis Lennep.

## Geschichte
Mit Verordnung vom 28. März 1840 wurde die Handelskammer in Lennep eingerichtet. Kammerbezirk war der Kreis Lennep, daher lautete die amtliche Bezeichnung Handelskammer des Kreises Lennep. Die Kammer bestand aus 12 Mitgliedern, die in vier Wahlbezirken gewählt wurden: Lennep und Hückeswagen, Remscheid, Wermelskirchen und Ronsdorf.
Mit dem Gesetz über die Handelskammern vom 24. Februar 1870 wurden die Handelskammer in Preußen neu organisiert. In der Rheinprovinz wurde dies mit dem Erlaß, die Reorganisation der in der Rheinprovinz bestehenden Handelskammern betreffend umgesetzt. Damit stieg die Zahl der Mitglieder zum 1. Juli 1871 auf 19, die nun in 5 Wahlbezirken (Lennep und Hückeswagen bildeten nun getrennte Wahlbezirke) gewählt wurden.
1887 erfolgte die Ausweitung des Kammerbezirks auf die Kreise Gummersbach und Wipperfürth ausgedehnt. Gleichzeitig wurde der Name der Kammer in Bergische Handelskammer zu Lennep geändert. Die Zahl der Mitglieder betrug nun 23.
1919 wurde die Handelskammer nach Remscheid verlegt. Ab 1923 trug sie den Namen Bergische Industrie- und Handelskammer Remscheid bevor sie 1929 mit der Wuppertaler Kammer zur Bergischen Industrie- und Handelskammer Wuppertal-Remscheid verschmolzen wurde.

## Präsidenten
- Gottfried Kirberg (1840 bis 1849)[5]
- Arnold Wilhelm Hardt (1888 bis 1893)